# Alpinia graminifolia
Alpinia graminifolia là một loài thực vật có hoa trong họ Gừng. Loài này được D.Fang & G.Y.Lo mô tả khoa học đầu tiên năm 1978.